# Kallitaxila simplex
Kallitaxila simplex är en insektsart som först beskrevs av Haupt 1926.  Kallitaxila simplex ingår i släktet Kallitaxila och familjen Tropiduchidae. Inga underarter finns listade i Catalogue of Life.